# Rocketplane Kistler

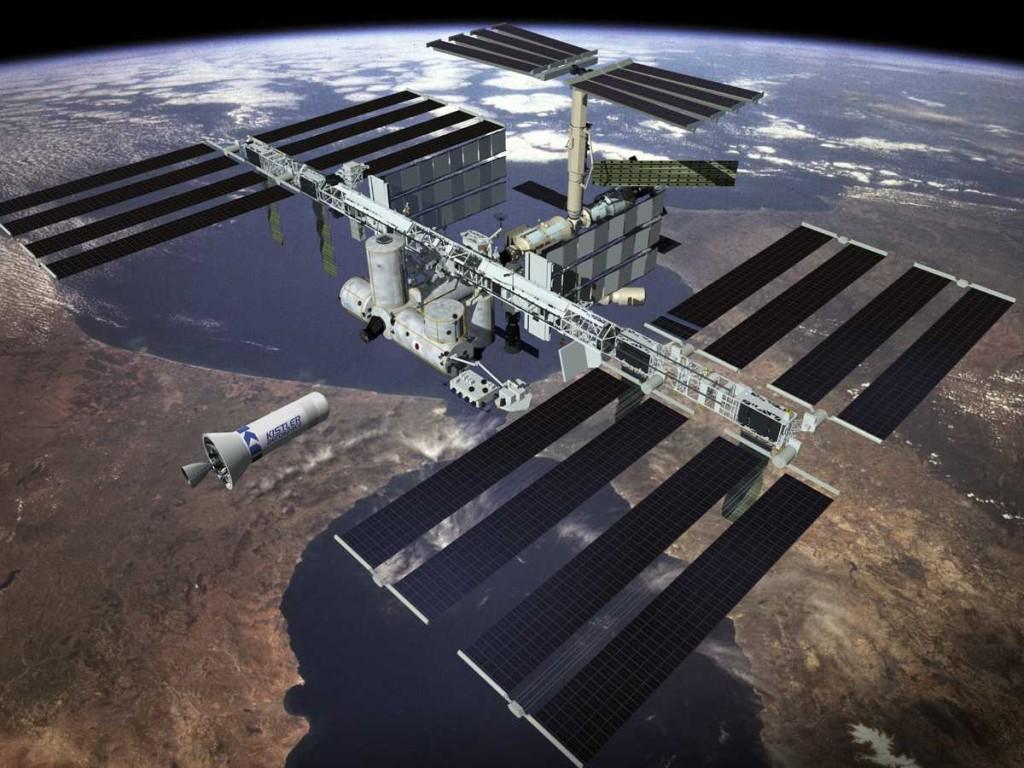
Renderização computacional do K-1 launch vehicle chegando ao International Space Station.

Rocketplane Kistler (RpK), com sede em Oklahoma e atualmente operando em Wisconsin, foi uma firma do ramo aeroespacial formada em 2006 por Rocketplane Limited, Inc. depois de ela ser adquirida pela Kistler Aerospace.